# 櫻木麻衣羅
櫻木 麻衣羅（さくらぎ まいら、1995年4月6日 - ）は、東京都出身の元子役。スマイルモンキーに所属していた。
趣味は歌って踊ること。2004年に芸能界デビューし、日本テレビの深夜番組の『ジェネジャン』に初のテレビ出演。
テレビや映画やCMなどの出演だけでなく、イベントや舞台公演にも参加している。また2006年に竹書房・季刊の「レプリカン」に連載されている『さくら学園ロボ部!!』連載2周年を迎えたため、実写による撮影も行われ、さくら学園のロボ部・マスコットガールを演じていた。

## 出演

### バラエティ
- ジェネジャン（2004年4月24日、日本テレビ）
- カスペ!「教師1000人大告白!先生だって人間なんだSP4・5」（2006年・2007年、フジテレビ）
- めちゃ×2イケてるッ!（2006年、フジテレビ）
- 恋歌4〜ラブソングス〜（2008年9月16日、日本テレビ）

### テレビドラマ
- ドラマ30「がきんちょ〜リターン・キッズ〜」（2006年、MBS・TBS）
- 受験の神様（2007年7月 - 9月、日本テレビ）
- 土曜プレミアム「千の風になって ドラマスペシャル・なでしこ隊〜少女達だけが見た特攻隊・封印された23日間〜」（2008年9月20日、フジテレビ）
- スクラップ・ティーチャー〜教師再生〜 第9話（2008年12月13日、日本テレビ）
- アタシんちの男子 第3話（2009年4月28日、フジテレビ）

### CM
- ミスター通商「町の便利屋さん」（2006年）
- すかいらーく「ガスト」（2006年）
- LEVEL5「イナズマイレブンDS」（2008年）

### 映画
- ノクターン（2005年）
- ブタがいた教室（2008年）

### 舞台
- Wanna be a star（2007年1月28日）